# Brad Spengler
Pour les articles homonymes, voir Spengler.
 (février 2025).
Motif : Manque de sources démontrant la notoriété
- Archive Wikiwix
- Bing
- Cairn
- DuckDuckGo
- E. Universalis
- Gallica
- Google
- G. Books
- G. News
- G. Scholar
- Persée
- Qwant
- (zh) Baidu
- (ru) Yandex
- (wd) trouver des œuvres sur Wikidata

| 1. | Préciser le motif de la pose du bandeau. | Précisez le motif de la pose du bandeau en utilisant la syntaxe suivante : {{admissibilité à vérifier\|date=mars 2025\|motif=remplacez ce texte par le motif}}                     |
| 2. | Informer les utilisateurs concernés.     | Pensez à avertir le créateur de l'article, par exemple, en insérant le code ci-dessous sur sa page de discussion : {{subst:avertissement admissibilité à vérifier\|Brad Spengler}} |

Brad Spengler est un expert en sécurité informatique. Il est l'auteur de grsecurity, un correctif permettant d'ajouter des fonctionnalités de sécurité au noyau Linux.
Il s'est récemment proposé pour reprendre le correctif de sécurité PaX, qui fait partie intégrante de grsecurity.[réf. nécessaire]

## Biographie
Brad Spengler est un passionné de sécurité et un grand optimiste par nature[réf. nécessaire]. Il est un fervent défenseur de sa politique de sécurité, et voudrait convaincre tout le monde de sacrifier une partie des performances du système pour plus de sécurité, ce que beaucoup ne sont pas prêts à faire. Il s'est plusieurs fois fait remarquer dans des débats très vifs avec des auteurs du mouvement Open Source sur la question.
Brad Spengler est l'auteur d'un exploit local sur le noyau Linux 2.6.30. Dans les fichiers sources de l'exploit, il laisse un long commentaire dans lequel il critique la sécurité du noyau Linux.